# Noël Gaussail
Noël Mathieu Victor Marie Gaussail (Bèlpuèg, Tarn i Garona, 24 de desembre de 1825 - Perpinyà, Pirineus Orientals, 17 de febrer de 1899) fou un eclesiàstic, que ocupà el càrrec de bisbe de Perpinyà de 1886 a 1899. Fou consagrat bisbe d'Elna-Perpinyà el 10 de juny de 1886.